# هربرت ألين
هربرت ألين (بالإنجليزية: Herbert Allen)‏ هو مهندس أمريكي، ولد في 2 مايو 1907، وتوفي في 12 يونيو 1990.